# Дягілєва Тетяна Володимирівна
Тетяна (Таня) Володимирівна Дягілєва (біл. Таццяна (Таня) Уладзіміраўна Дзягілева, рос. Татьяна (Таня) Владимировна Дягилева; нар. 4 червня 1991, Вітебськ) — білоруська супермодель.

## Біографія
Народилась у Вітебську в білоруски з польським корінням Катерини Блодовської та українця. Має двох братів: Михайло (нар. 1988) та Олександр (нар. 1995).

## Кар'єра
Таня Дягілєва розпочала свій шлях у світі високої моди дуже вдало. У 2004 році вона підписує контракт з агентством IMG Models. Спочатку дебютує на тижні мод у Парижі, а потім у Мілані під час сезонів весна-літо 2006, де вона презентує колекції у показах Prada, Chanel, Hermès та Alexander McQueen. Дягілєва миттєво привернула увагу великих домів моди. Канал FashionTV оголошує її однією з найпопулярніших моделей сезону. Вже на наступних показах сезону осінь-зима 2006/2007 Дягілєва бере участь у найважливіших показах для Alexander McQueen, Chanel, Christian Dior, Givenchy, Hermès, Jean Paul Gaultier, а також Prada.
Також відома як Таня Ді (англ. Tanya D), Дягілєва незабаром стає однією з найпопулярніших топ-моделей  світу. Тільки впродовж 2007 року вона бере участь у майже 150 показах. Під час сезонних тижнів моди відкриває шоу для Versace та Christian Lacroix у Лондоні, Мілані та Нью-Йорку та закриває показ для Céline та Valentino у Нью-Йорку, Мілані та Парижі.
Під час наступних сезонів Дягілєва і надалі співпрацює майже з усіма відомими дізайнерами. Зокрема, бере участь у показах престижних модельєрів prêt-à-porter, зокрема Gucci, Elie Saab, John Galliano, Lanvin та Emanuel Ungaro. Водночас вона презентує нові колекції найвпливовіших дизайнерів haute-couture, зокрема Armani Privé, Gaultier, Dior, Chanel, Lacroix, Valentino та багатьох інших.
Окрім тріумфу на подіумі, Таня Дягілєва отримує численні запрошення на участь у рекламних кампаніях провідніх світових домів моди. Однією з перших ластівок стає кампанія для Hugo by Hugo Boss у 2006 році, одна з найвдаліших для модного бренду. У тому ж році Дягілєва співпрацює з фотографом Юргеном Теллером над фотосесією для рекламної кампанії Yves Saint Laurent, а незабаром стає обличчям модного дому Jean Paul Gaultier. Згодом Таня Дягілєва бере участь у багатьох кампаніях для Lacoste, Lanvin, Ralph Lauren, Nina Ricci, Céline та Michael Kors. З’являється на сторінках та обкладинках найвідоміших журналів моди, у тому числі Vogue, Numéro, i-D, Elle та Harper's Bazaar.